# Majlis (Malediven)
De Majlis van de Maldiven is het parlement van de Maldiven. Het is samengesteld uit 85 leden. Elk jaar wordt op de laatste donderdag van februari door de president van de Maldiven de Majlis geopend. Tijdens de openingsceremonie schetst de voorzitter zijn beleid en prestaties in zijn presidentiële termijn.

## Geschiedenis
Op 9 maart 1931 werd een raad samengesteld voor het schrijven van de grondwet van de Maldiven. Op 22 december 1932 werd deze grondwet ingevoerd. De grondwet was de basis voor de vorming van de allereerste Majlis van de Maldiven. De Maldiven werden destijds geregeerd door een sultan, en het verschijnen van een grondwet werd gezien als bedreiging voor het sultanaat, de invoer ging met tegenwerking gepaard.
Sindsdien is de grondwet een aantal keer herzien. In 2008 werd de grondwet herschreven, waarbij de samenstelling en bevoegdheden van de Majlis drastisch veranderden. Het aantal zetels nam toe van 50 naar 85. Door deze wetswijziging zijn de Maldiven vergelijkbaar met de meeste parlementaire democratieën.

## Leden en verkiezingen
Per administratieve atol worden twee leden gekozen. Ook voor de hoofdstad Malé worden twee leden gekozen. Acht leden worden door de president benoemd. De leden worden benoemd voor een termijn van vijf jaar. Voor het einde van de duur van de bestaande Majlis worden algemene verkiezingen gehouden om een nieuwe te kiezen.

## Vergaderingen van de Majlis
De zittingen van de Majlis zijn verdeeld in drie sessies per jaar. De voorzitter heeft de bevoegdheid om de data voor de aanvang en afsluiting van de Majlis-sessies aan te wijzen. Het quorum van de Majlis is 26 en dit aantal is nodig om een sessie van de Majlis te laten beginnen. Indien het quorum niet aanwezig is, kan de voorzitter de sessie te verdagen. De meeste Majlis-bijeenkomsten zijn open voor het publiek.